# Bonzée-en-Woëvre
Bonzée-en-Woëvre ist ein Ortsteil und eine ehemalige französische Gemeinde im Département Meuse in der Region Grand Est.

## Geschichte
Der Ort gehörte im Mittelalter den Bischöfen von Verdun, die im 11./12. Jahrhundert eine befestigte Anlage bauen ließen. Diese wurde von den Schweden im Dreißigjährigen Krieg zerstört. 
Im Jahr 1977 fusionierten die bis dahin eigenständigen Gemeinden Bonzée-en-Woëvre, Mesnil-sous-les-Côtes und Mont-Villers zur neuen Gemeinde Bonzée.

## Sehenswürdigkeiten
- Kirche Saint-Laurent, nach der Zerstörung im Ersten Weltkrieg 1927 wiedererrichtet